# Michelle Beaurain
Michelle Beaurain (1950) è una modella francese, vincitrice del titolo di Miss Parigi 1969 e Miss Francia 1970.
Fu eletta all'età di venti anni presso il palazzo dello sport a Mulhouse. 